# Hilarión Soler Alomá
Hilarión Soler Alomá (Altafulla, provincia de Tarragona, 1825 - Barcelona, 1903) fue un jugador de ajedrez, editor y escritor español. Fue un impulsor del ajedrez en Cataluña a finales del siglo XIX.
Estuvo vinculado a los inicios del ajedrez en la ciudad de Barcelona, fue uno de los aficionados que a partir del año 1860, junto con otros entusiastas del ajedrez como Eusebio Riú Canal y Carles Bosch de la Trinxeria, constituyeron un Círculo de ajedrez del Café del Recreo, en la calle de Escudellers.
En el año 1862, junto con Eusebio Riú Canal, fundó la revista mensual El Ajedrez, primera publicación de ajedrez en la España peninsular. La revista, dedicada a las composiciones, los estudios y los problemas de ajedrez, solamente duró hasta el número 13 de mayo de 1864. En el año 1865, cuando ya había dejado de editar, se publicaron todos los ejemplares en un solo tomo en rústica, con el título El Ajedrez. Colección de trabajos Teórico-Prácticos relativos a este noble juego que algunos socios del Círculo de Barcelona dedican a los ajedrecistas españoles.